# Boechout
Boechout ist eine belgische Gemeinde in der Provinz Antwerpen Sie grenzt an die Gemeinden Mortsel, Borsbeek, Wommelgem, Ranst, Lier und Hove. 1977 wurde Boechout mit Vremde vereinigt. In Boechout findet jedes Jahr das Folklorefestival Sfinks statt.

## Töchter und Söhne der Gemeinde
- Roger Rosiers (* 1946), Radrennfahrer
- Eliessa Vanlangendonck (* 1997), Tennisspielerin